# This is Redy
A this is Redy menstruációs bugyi márka 2019-ben azzal a céllal indult, hogy újrahasználható, fenntartható és testpozitív megoldást nyújtson a nők számára menstruációjukhoz.

## Történet
A márka alapítóját, Molnár Dórát a termék megalkotására elsősorban egy menstruációs baleset inspirálta, emellett pedig az eldobható menstruációs eszközök környezetre gyakorolt hatása adott lendületet a projektnek. Céljául nem kevesebb, mint egy teljesen új, női intim higiéniás termék bevezetését tűzte ki. A termékfejlesztés kezdetén a világon is csak 2 helyen volt ilyen termék, Dóra is a nulláról kezdett neki, varró és tervezői előélet nélkül. A világ minden tájáról tájékozódva, textil innovációk után kutatva és magyar textilipari szakemberek, varrodák segítségével végül sikerült megvalósítani, ebből született a this is Redy. 
Mivel megjelenésekor nemcsak a termék volt újító a hazai piacon, de a hozzá kapcsolódó tabudöntögető kommunikáció is, ezért már a kezdetekben is rengeteg pozitív visszajelzés érkezett. A menstruációs bugyi és az üzenet hamar lavinaként kezdett elterjedni a médiában is. A márka robbanásszerű hazai ismertsége és népszerűsége, valamint a bugyik iránti növekvő igény folyamatos fejlődést és fejlesztést követel meg a startuptól.
A termék 1,5 éves fejlesztése során a legalkalmasabb textileket keresték, hiszen olyan bugyit akartak készíteni, ami ránézésre semmiben sem különbözik egy sima fehérneműtől, mégis képes arra, hogy magába szívjon és átázás nélkül megtartson akár 2,5 normál tamponnyi vért és ki tudja váltani eldobható menstruációs eszközök százezreit. Ezen a sikeren felbuzdulva megalkották a tisztasági bugyit is, ami képes a tisztasági betétet leváltani. 

## Fenntarthatóság
Számításaik alapján a this is Redy menstruációs bugyi egy nő esetében évente körülbelül 300 tampont és betétet helyettesít, összesen eddig értékesített termékeik 1 hónapban 200.000 db tampontól, 1 év alatt pedig 2.400.000 tampontól és ezáltal több tonna nehezen lebomló műanyag hulladéktól óvhatják meg bolygónkat. Mindemellett gazdasági szempontból is kedvezőbb megoldást nyújtanak az eldobható menstruációs eszközöknél.
A fenntarthatóság nem csak a termék esetében fontos szempont számukra, büszkék rá, hogy a termékfejlesztést és gyártást magyar varrodákban végzik, így amellett, hogy magyar családoknak adnak munkát, ökológiai lábnyomukat is csökkentik ezzel.

## Rétegek
OEKO-TEX® 100 minősítésű anyagokat használnak, amik károsanyag-mentesek. A menstruációs bugyik innovációját 3 réteg együttes ereje adja. Az első közvetlenül érintkezik a bőrrel, azonnal átvezeti a vért és nem engedi vissza. A középső réteg felelős a vér megtartásáért, amiből saját súlyának többszörösét is képes magába zárni. Végül az utolsó, tehát a legkülső réteg az, mely a folyadékot nem engedi kiszivárogni, mégis lélegzik, ezáltal komfortérzetet biztosít viselőjének.

## Használat
A menstruációs bugyit ugyanúgy kell viselni, mint a hagyományos fehérneműt. Viselhető bármilyen élethelyzetben, menstruációkor és azon kívül is, a vérzés ideje alatt pedig nincs szükség egyéb menstruációs segédeszközökre. Mosható más fehérneműkkel együtt.

## Díjak, jelölések,
2022 Dóra és Ádám a Forbes 100 selfmade magyar listáján
2021 Dóra és Ádám a Forbes 30 sikeres magyar 30 alatt listáján
Az év Széchenyi vállalkozása díj 2020 - legsikeresebb fiatal vállalkozó kategóriában - Femmetex Hungary Kft.
Central European Startup Award finalista - Startup Ecosystem Hero of the Year 2020 Archiválva 2021. január 21-i dátummal a Wayback Machine-ben - Tasnádi Ádám
2020 Magyar Innovációs Nagydíj Startup Innovációs Díja - Femmetex Hungary Kft.
Highlights of Hungary 2020 - This is Redy
2020 Dóra az InStyle magazin 50 inspiráló nő válogatásában

## Megjelenések
- Forbes.hu - Mi bátran használjuk a vér szót – tabukat is ledönt a magyar menstruációs bugyi Archiválva 2022. január 22-i dátummal a Wayback Machine-ben (2021. január 12.)
- Cosmospolitan magazin - Környezettudatos alternatívák nehéz napokra, amiket azonnal beszerezhetsz Archiválva 2021. június 18-i dátummal a Wayback Machine-ben (2020. október 20.)
- index.hu - Százmilliót már hozott a menstruációs bugyi (2020. október 7.)
- Femina - Tényleg jó a menzeszbugyi? Kipróbáltuk, és elmondjuk a tapasztalatokat (2020. január 15.)
- szeretlekmagyarorszag.hu - A magyar csodabugyi, amely évi több kilónyi szeméttől szabadít meg (2019. október 21.)
- 444.hu - A legújabb magyar mensibugyi: olyan érzés, mintha nem is menstruálnál (2019. augusztus 22.)
- Éva magazin
- Glamour magazin - Menstruációs forradalom: kipróbáltuk a This is Redy bugyikat

## Bugyi típusok

### Menstruációs bugyik
- Flow: 1,5 normál tamponnyi vért képes megtartani, átázás nélkül, komfortosan.
- Power: 2,5 tamponnyi vért képes megtartani
- Mesh: A belevarrt nedvszívómag 2,5 tamponnyi vérmennyiséget tud megtartani
- Bold: 2 mini tampon nedvszívóképességével egyenlő
- Power++: 2,5 tamponnyi vért tart magában

### Tisztasági bugyik
- Air
- Cozy

### Tini bugyi
- Teen